# 母恋駅
母恋駅（ぼこいえき）は北海道室蘭市母恋北町1丁目にある北海道旅客鉄道（JR北海道）室蘭本線の駅である。駅番号はM35。電報略号はホコ。事務管理コードは▲130353。

## 歴史

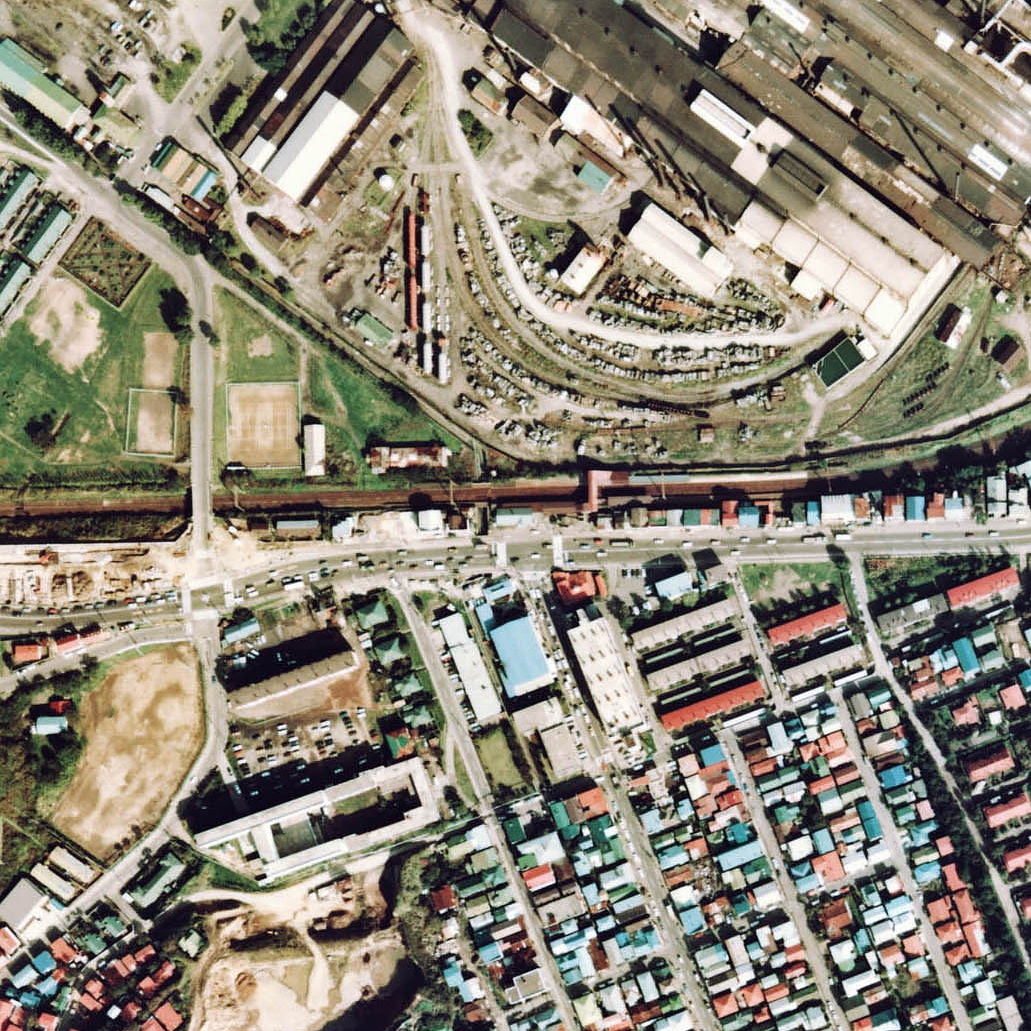
1976年の母恋駅と周囲約500m範囲。左が室蘭方面。駅裏（上側）が日本製鋼所。

昭和9年に住民から簡易駅開設の請願が出された。

### 年表
- 1935年（昭和10年）12月29日：鉄道省の駅として開業。旅客・手荷物取扱い[3]の簡易駅でガソリンカーのみ停車[4]。
- 1940年（昭和15年）6月10日：旅客駅に昇格[4]。荷物取扱い[3]。
- 1980年（昭和55年）5月15日：荷物取扱い廃止[3]。
- 1984年（昭和59年）
  - 3月31日：駅員無配置駅となる[5]。
  - 4月1日：簡易委託駅となり、室蘭生協が業務を引き受ける[6]。
- 1987年（昭和62年）4月1日：国鉄分割民営化によりJR北海道に継承[3]。
- 1999年（平成11年）：委託業務開始。

### 駅名の由来
所在地名より。
知里真志保による説ではアイヌ語の「ポクセイオイ（poksey-o-i）」（ホッキ貝・群生する・ところ）が略された「ポコイ（pok-o-i）」に由来するとされる。
このほか、アイヌ語の「ポクオイ（pok-o-i）」（陰になる所）に由来するという説もある。この場合、当地全体が沢だったため付けられたとする。

## 駅構造
相対式ホーム2面2線を有する複線区間の地上駅。転轍機を持たない棒線駅となっている。互いのホームは両ホーム東側を結んだ跨線橋で連絡している。
東室蘭駅管理の簡易委託駅（駅舎内で発券）となっている。改札業務は行っていない。開業時からの木造駅舎が利用されており、構内の南側（室蘭方面に向かって左側）に位置しホーム南側に接している。駅舎内にトイレを有する。かつては駅舎内に売店も存在しており、1993年（平成5年）時点では営業中だった。

### 記念乗車券など
毎年5月に「母の日記念乗車券」（東室蘭ゆき。同駅でも発売）を、2019年（平成31年）9月までは「母恋駅記念入場券」（硬券）を通年発売していた。職員配置時代から「母の日記念入場券」が5月に発売されていたが、1984年に簡易委託化された際、当時簡易委託駅では入場券を発売しない原則があったことから「母の日記念乗車券」を代替発行した。硬券時代は室蘭ゆきだったが、2015年現在は東室蘭ゆきの大型券が発売されている。その後、「観光旅行記念」として前述の入場券が通年発売されるようになった（発売開始時期不明）。
駅では1996年（平成8年）に「母恋駅を愛する会」が立ち上げられ、駅舎が地元のコミュニケーションの場として活用されてきた。新型コロナウイルスの感染が拡大する2020年（令和2年）までに280回以上のイベントが行われてきた。

### のりば
| 番線 | 路線      | 方向 | 行先             |
| ---- | --------- | ---- | ---------------- |
| 1    | ■室蘭本線 | 上り | 室蘭方面         |
| 2    | ■室蘭本線 | 下り | 東室蘭・札幌方面 |

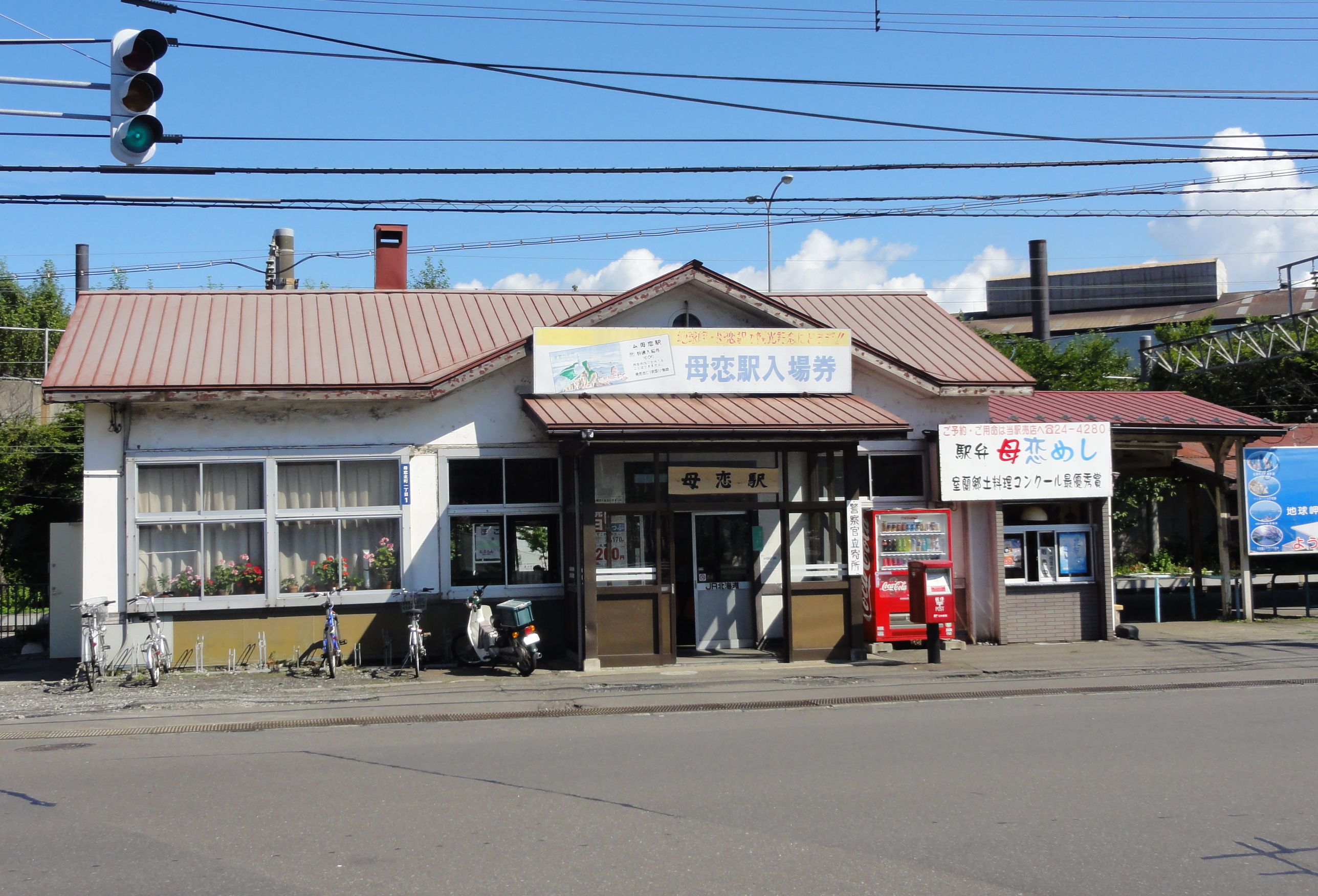
塗り直し前の駅舎（2011年8月）
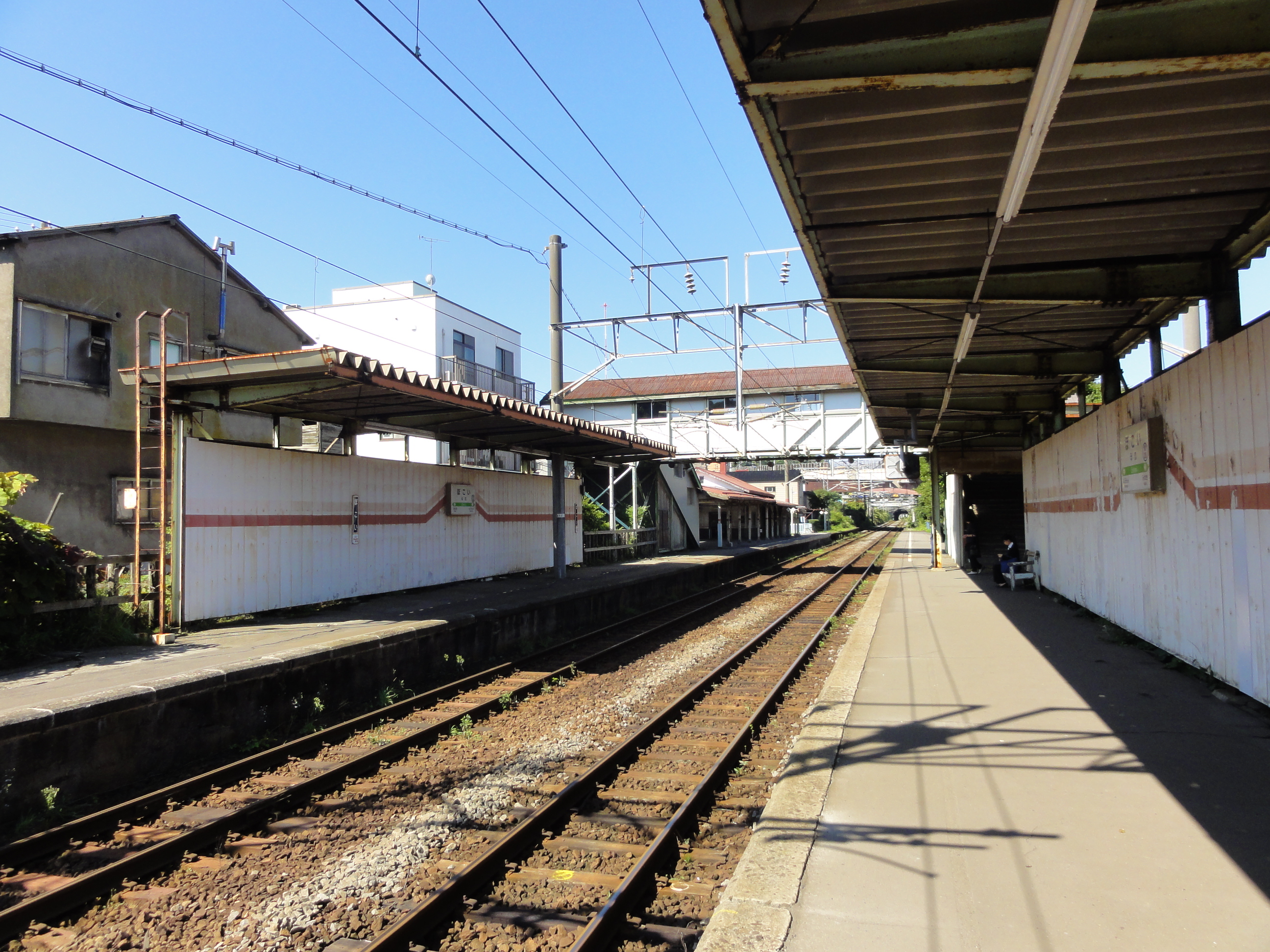
ホーム（2011年8月）
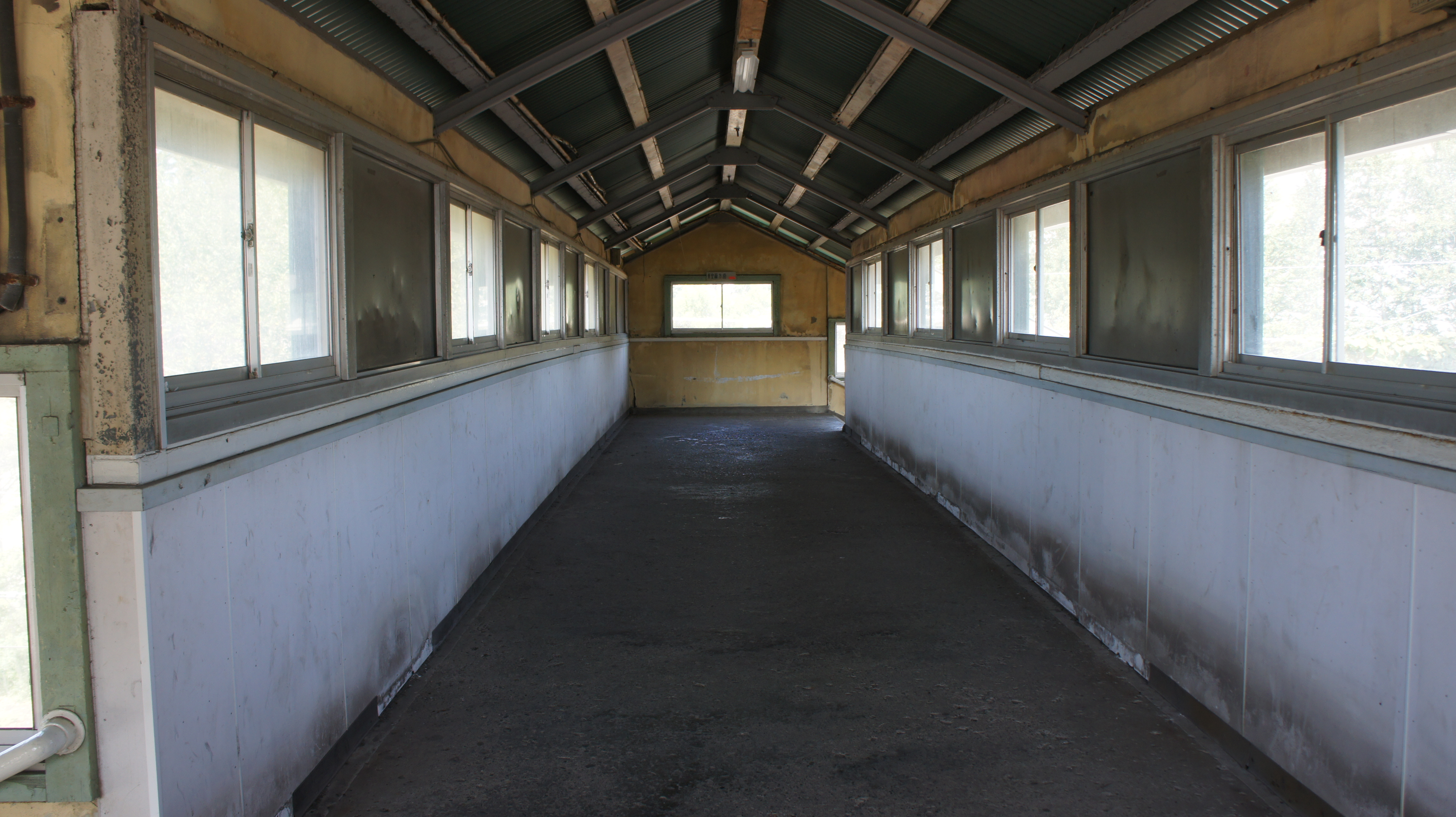
跨線橋（2017年9月）
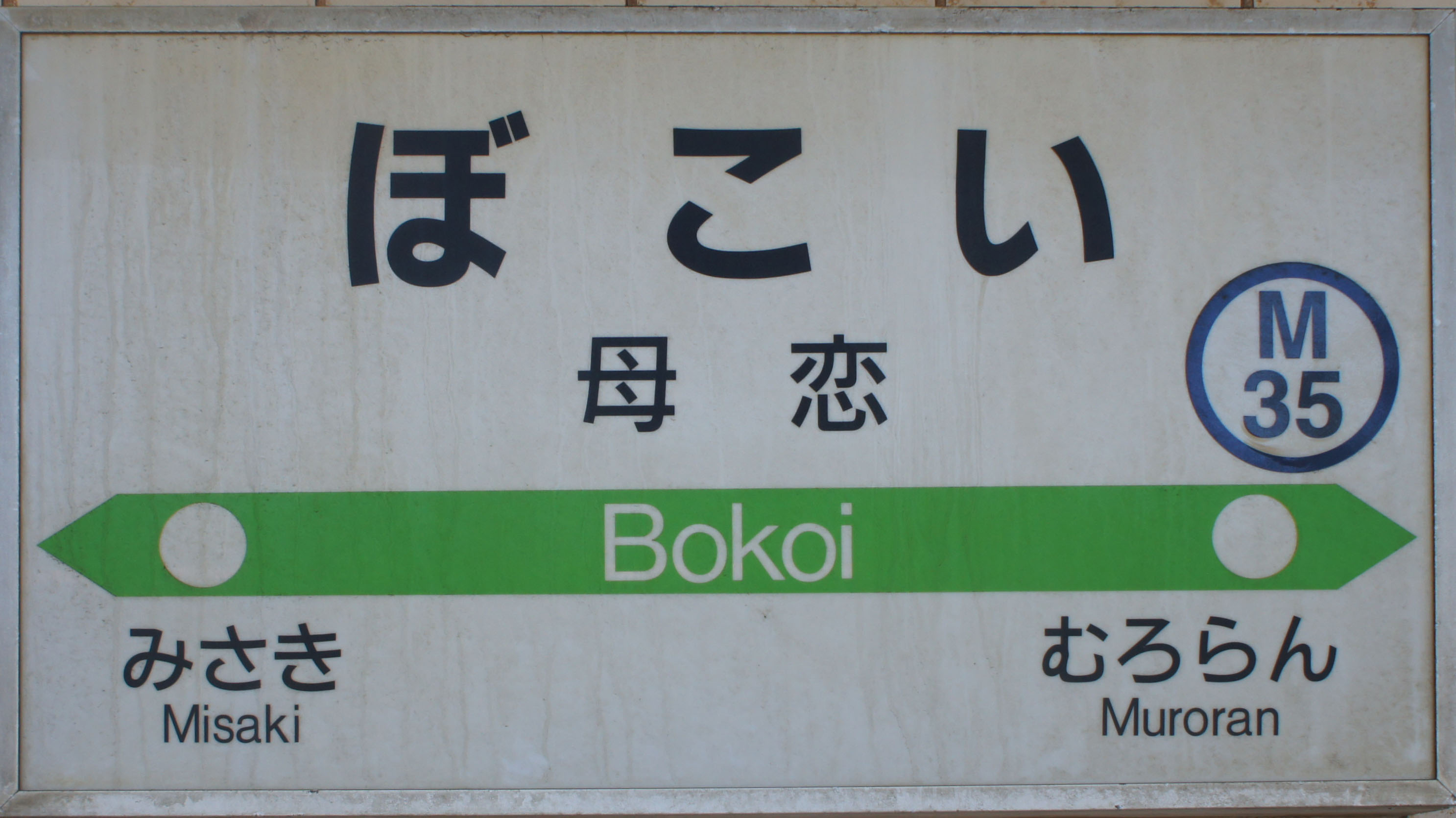
駅名標（2017年9月）

## 利用状況
- 1981年度（昭和56年度）の1日乗降客数は754人[13]。
- 1992年度（平成4年）の1日乗降客数は526人[10]。

1日の平均乗降人員は以下の通りである。
| 乗降人員推移 | 乗降人員推移 |
| 年度         | 1日平均人数  |
| ------------ | ------------ |
| 2011         | 254          |
| 2012         | 266          |
| 2013         | 278          |
| 2014         | 250          |
| 2015         | 270          |

## 駅弁
主な駅弁は下記の通り。

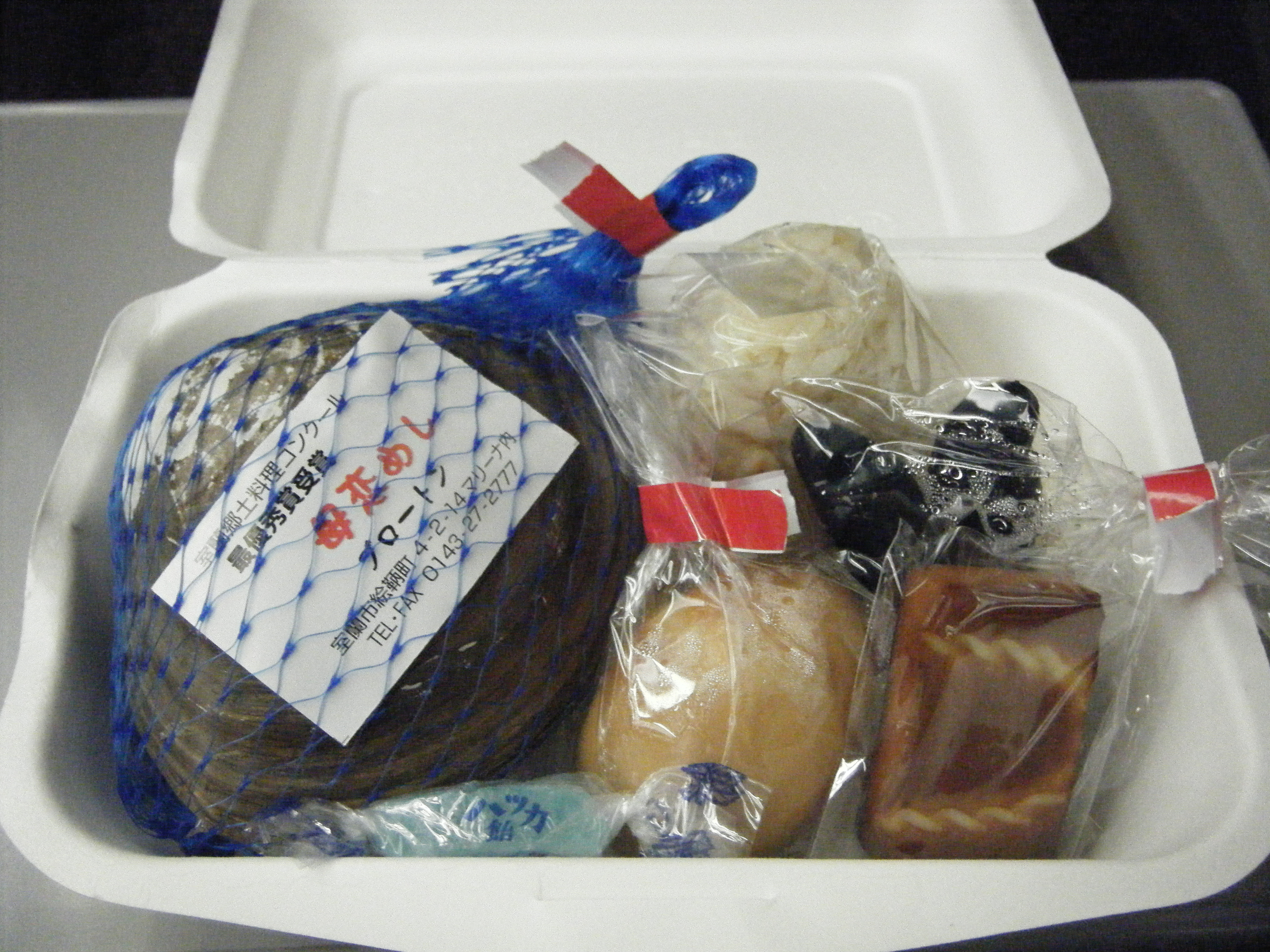
母恋めし

- 母恋めし - 毎週木曜定休・販売時間 10:00 ～ 13:00

## 駅周辺
- 国道36号（室蘭新道） - 高架の自動車道で、駅のすぐ後方にある。
- 室蘭警察署母恋交番
- 母恋駅前郵便局
- 室蘭信用金庫母恋支店
- 日本製鋼所室蘭製作所
- 日鋼記念病院
- 日鋼記念看護学校
- 母恋マンションデパート
- 沼倉商店
- 室蘭市立地球岬小学校
- 室蘭市立星蘭中学校
- 北海道福祉教育専門学校
- 地球岬
- 母恋富士
- 北海道大学北方生物圏フィールド科学センター水圏ステーション室蘭臨海実験所
- 道南バス、北海道中央バス（高速むろらん号）「母恋駅前」停留所[16][17]

## 隣の駅
北海道旅客鉄道（JR北海道）
■室蘭本線

室蘭駅 (M36) - 母恋駅 (M35) - 御崎駅 (M34)